# Atyidae

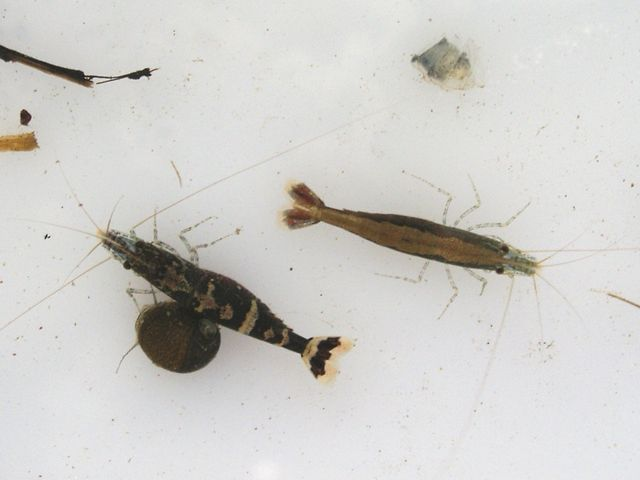
Caridina serratirostris

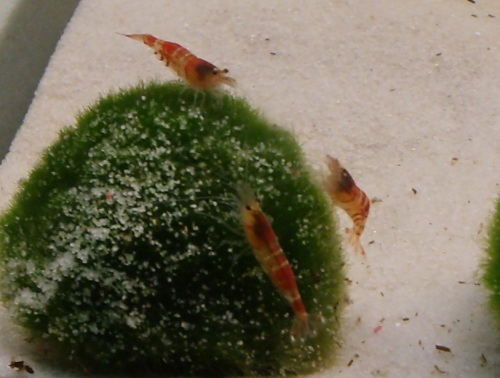
Питание водорослями

Atyidae (лат.) — семейство креветок, единственное в составе надсемейства Atyoidea De Haan, 1849 из инфраотряда Caridea.

## Распространение и экология
Широко представлены в тропических и субтропических водах и в большинстве вод зон умеренного климата. Взрослые представители этого семейства почти всегда обитают в пресной воде. Они встречаются во всех биогеографических регионах, кроме Антарктиды; большинство видов обитает в Восточном регионе, в то время как Неарктика и Западная Палеарктика относительно бедны видами. Тем не менее, фауна пресноводных креветок Средиземноморского региона весьма эндемична, и в настоящее время известно 11 родов и 50 видов и подвидов.
Являются важной частью пресноводных экосистем, формируют важный компонент литоральной фауны.
Характер распространения Atyidae является результатом как дальнего расселения, так и викарианства, что в значительной степени зависит от репродуктивного режима таксонов. С эволюционной точки зрения, высокая частота независимого происхождения как полного (не имеющего выхода к морю) пресноводного жизненного цикла, так и пещерного образа жизни уникальна и не имеет аналогов среди ракообразных. Atyidae включают как эпигейные, так и подземные таксоны с сильно различающимися географическими ареалами распространения, что обусловлено соответствующими репродуктивными стратегиями. Личиночный метаморфоз можно условно разделить на два типа: виды с небольшим количеством относительно крупных яиц (около 1 мм), которые не имеют планктонных личиночных стадий в своей жизненной истории и обычно живут в не имеющих выхода к морю пресноводных местообитаниях в течение всей своей жизни; виды с заметно большим количеством мелких яиц, которые производят планктонные личинки и нуждаются в солоноватой воде для завершения развития (амфидромия). Эти личинки потенциально могут распространяться через море, а для некоторых таксонов атиид было высказано предположение о дальнем распространении.

## Описание
Морфологически Atyidae характеризуются хелипедами (ногами-перейоподами с клешнями), которые увенчаны волосками и используются для фильтрации или питания детритом. Рострум, если имеется, негибко прикреплён к остальной части карапакса. Карапакс без продольных боковых гребней или швов и без кардиальной выемки на заднем крае. Глаза не необычно длинные и не скрыты под панцирем. Антеннулы с 2 флагеллами, ни один из которых не имеет дополнительного выроста. Мандибулы с пальпами, с усечённым молярным отростком, не отделённым отчётливо от резцового отростка. Вторая максилла с хорошо развитым эндитом, скафогнат с проксимальной долей, сужающейся, несущей ряд длинных волосков, и далеко вдающейся в бранхиальную камеру. Первый максиллипед с экзоподом, заканчивающимся ресничкой, а не широкой частично отделённой долей. Каридея-лепесток не заострён, не выходит за дистально выраженный эндит. Второй максиллипед с экзоподом, эндопод состоит из 4 сегментов, не заканчивается 2 сегментами, прикреплёнными бок о бок к предыдущему сегменту, терминальный сегмент прикреплён к тонкому, серповидному продолжению предыдущего сегмента. Третий максиллипед состоит из 5 сегментов, тонкий, перепончатый. Переоподы обычно (кроме Limnocaridina) с ремневидными эпиподами (мастигобранхи) по крайней мере на 3 передних парах, эпиподы без голого отростка, вертикально вдающегося в бранхиальную камеру; 2 передние пары переопод сходны, пальцы чела обычно заканчиваются пучком волосков; 2-й переопод с карпусом не разделён.
От близкого семейства Palaemonidae виды Atyidae отличаются перейоподами, которые обычно с экзоподами, а если нет, то клешни с заметными терминальными щётками волосков (Palaemonidae без экзопод, а клешни без заметными терминальными щётками волосков).
Для поиска корма представители семейства Atyidae используют характерные для них хелипеды (клешневидные ноги-перейоподы) с ворсистыми щётками, используемыми для фильтрации взвешенных веществ или пастьбы на биопленке.
Биология атиид довольно разнообразна, и признано, что атииды играют важную роль в качестве компонентов пищевых сетей ручьёв в тропических пресноводных местообитаниях. Кроме того, некоторые виды атиид демонстрируют примеры экологической специализации, более характерные для морских местообитаний: например, они образуют комменсальные ассоциации с пресноводной губкой в древнем индонезийском озере и с пресноводным моллюском в озере Танганьика. Известны пещерные виды. Некоторые из подземных видов, по-видимому, скорее стигофильные, чем стигобитные (обязательные обитатели пещер); например, несколько видов Caridina с острова Сулавеси (Индонезия), или Edoneus с Филиппин могут иметь либо уменьшенные, либо полностью развитые глаза и могут заходить в подземные воды, но в остальном, похоже, не обязательно являются облигатными обитателями пещер. Напротив, есть несколько стигобитовых креветок, которые живут исключительно в пещерах и приспособлены к жизни под землёй, например индонезийский род Marosina, европейские роды Troglocaris и Gallocaris), а также австралийские роды Stygiocaris и Pycnisia. На Мадагаскаре, например, в пещерах обнаружено не менее семи видов Caridina, но только три из них демонстрируют морфологические адаптации.

## Систематика
Известно около 460 видов из более 40 родов и не менее 16 родов монотипические. Группа была впервые выделена голландским зоологом Виллемом де Ханом (1801—1855). Обычно считается, что это семейство имеет большой геологический возраст. Оно восходит как минимум к меловому периоду (из которого найдены самые древние ископаемые виды — †Delclosia из Испании), но, возможно, и к палеозою. Даже самые древние ископаемые находки происходят из пресноводных отложений. Согласно генетическим и морфологическим данным, их сестринской группой является небольшое семейство Xiphocarididae, которое ранее включалось в Atyidae. В остальном их положение в инфраотряде Caridea неясно. Филогения Atyidae была проанализирована в филогенетическом исследовании в 2012 году.
Среди инфраотряда Caridea два наиболее богатых видами семейства — Atyidae и Palaemonidae. Классификация по системе De Grave et al. (2010) с дополнениями:
- Antecaridina Edmondson, 1954
- Archaeatya Villalobos, 1959
- Atya Leach, 1816[12][13]
- Atyaephyra de Brito Capello, 1867
- Atydina Cai, 2010
- Atyella Calman, 1906
- Atyoida Randall, 1840[14]
- Atyopsis Chace, 1983
- Australatya Chace, 1983
- Caridella Calman, 1906
- Caridina H. Milne-Edwards, 1837
- Caridinides Calman, 1926
- Caridinopsis Bouvier, 1912
- Delclosia Rabadà, 1993 †
- Dugastella Bouvier, 1912
- Edoneus Holthuis, 1978[15]
- Elephantis Castelin, Marquet & Klotz, 2013
- Gallocaris Sket & Zakšek, 2009
- Halocaridina Holthuis, 1963
- Halocaridinides Fujino & Shokita, 1975
- Jolivetya Cals, 1986
- Jonga Hart, 1961
- Lancaris Cai & Bahir, 2005
- Limnocaridella Bouvier, 1913
- Limnocaridina Calman, 1899[16]
- Mancicaris Liang, Z. L. Guo & Tang, 1999
- Marosina Cai & Ng, 2005[17]
- Micratya Bouvier, 1913
- Monsamnis Richard, De Grave & Clark, 2012
- Neocaridina Kubo, 1938
- Palaemonias Hay, 1902
- Paracaridina Liang, Z. L. Guo & Tang, 1999
- Paratya Miers, 1882[18][19][20]
- Parisia Holthuis, 1956
- Potimirim Holthuis, 1954[21]
- Puteonator Gurney, 1987
- Pycneus Holthuis, 1986
- Pycnisia Bruce, 1992[22][23]
- Sinodina Liang & Cai, 1999[24]
- Stygiocaris Holthuis, 1960
- Syncaris Holmes, 1900
- Troglocaris Dormitzer, 1853
- Typhlatya Creaser, 1936
- Typhlocaridina Liang & Yan, 1981
- Typhlopatsa Holthuis, 1956